# Ель-Саусехо
Ель-Саусехо (ісп. El Saucejo) — муніципалітет в Іспанії, у складі автономної спільноти Андалусія, у провінції Севілья. Населення — 4459 осіб (2010).
Муніципалітет розташований на відстані близько 390 км на південь від Мадрида, 85 км на південний схід від Севільї.
На території муніципалітету розташовані такі населені пункти: (дані про населення за 2010 рік)
- Ла-Мескітілья: 241 особа
- Наварредонда: 165 осіб
- Ель-Саусехо: 4053 особи

## Демографія
Динаміка населення (INE ):